# Colméry
Colméry – miejscowość i gmina we Francji, w regionie Burgundia-Franche-Comté, w departamencie Nièvre.
Według danych na rok 1990 gminę zamieszkiwały 254 osoby, a gęstość zaludnienia wynosiła 11 osób/km² (wśród 2044 gmin Burgundii Colméry plasuje się na 658. miejscu pod względem liczby ludności, natomiast pod względem powierzchni na miejscu 340.).